# Камйонка (гміна Пражмув)
Камйонка (пол. Kamionka) — село в Польщі, у гміні Пражмув Пясечинського повіту Мазовецького воєводства.
У 1975-1998 роках село належало до Варшавського воєводства.